# Palamocladium congestum
Palamocladium congestum är en bladmossart som beskrevs av Roelof J.van der Wijk och Margadant 1960. Palamocladium congestum ingår i släktet Palamocladium och familjen Brachytheciaceae. Inga underarter finns listade i Catalogue of Life.